# Fiat A.80
Фиат А.80 (итал. Fiat A.80) — двухрядный, восемнадцати-цилиндровый звездообразный двигатель воздушного охлаждения, производимый в Италии компанией Fiat Aviazione с 1935 года и применяемый в качестве силовой установки ряда боевых самолётов, в основном бомбардировщиков.

## История
Fiat A.80 был разработан в 1935 году инженером Tranquillo Zerbi и профессором Antonio Fessia, одновременно с Fiat A.74. Этот двигатель был специально разработан для использования на бомбардировщиках и гражданских авиалайнерах, в то время как Fiat A.74 предназначался для оснащения истребителей. Двигатель являлся развитием американского 9-цилиндрового звездообразного Pratt & Whitney R-1690 Hornet, на который Fiat приобрел лицензию и доработал путем добавления второго ряда. Между двигателями, существовали многочисленные различия в конструкции, в том числе в размерах диаметра и хода поршня. Главной характеристикой этого двигателя была его простота конструкции во времена ограничений довоенного периода, связанным с дефицитом и дороговизной сырья. Двигатель Fiat A.80, как и Fiat A.74, станет тем, в котором будут применены центробежный компрессор, оптимизированный для полета выше 3800 метров над уровнем моря, а также редуктор между двигателем и винтом.
Двигатель А.80 был запущен в серию 10 ноября 1937 года после прохождения обычных 150-часовых испытаний на стенде. Условия эксплуатации во время войны, когда было доступно только топливо более низкого качества, из-за которого двигатель сильно страдал, несмотря на многочисленные изменения в процессе производства, сделало его менее надежным, чем «младший брат» A.74. A.80 имел плохую репутацию среди итальянских пилотов — как ни странно, никаких жалоб от пилотов, которые использовали бомбардировщики Fiat BR.20 в Императорской армии Японии во время Второй китайско-японской войны, не поступало. В то же время, механики ценили его за простоту обслуживания и легкий доступ ко всем механическим деталям.

## Модификации
A.80 RC.41 — основная версия:
- оребрение цилиндров специального типа с небольшим шагом, два клапана на цилиндр, выпускные клапаны с натриевой заливкой, воздушные дефлекторы между цилиндрами для оптимального потока охлаждающего воздуха.
- подогреватель впускной воздушно-топливной смеси
- воздушный винт с планетарным редуктором 0,625: 1
- автоматическая регулировка шага винта во время полета
- рабочая высота 4100 метров

A.80 RC.20 — низковысотная версия:
- взлетная мощность 1200 л. с.
- степень сжатия 7:1
- вес пустого 742 кг
- рабочая высота 2000 метров

Общее количество двигателей, выпущенных в обеих вариантах, составляет около 2000 шт.

## Применение
Италия
- Aeronautica Lombarda A.R.
- AUT 18
- Breda Ba.65
- Breda Ba.82
- CANT Z.506B
- CMASA B.G.A.
- Caproni Ca.135bis
- Fiat BR.20
- Fiat CANSA FC.20
- Fiat G.18
- Savoia-Marchetti SM.79
- Savoia-Marchetti SM.87